# Weinrebe
Die Weinrebe (Vitis vinifera) ist eine Art in der Gattung Vitis. Sie ist heute vor allem heimisch im Mittelmeerraum sowie  Mitteleuropa, Südwestasien. Die Unterart Edle Weinrebe (Vitis vinifera subsp. vinifera) wird zur Produktion von Wein genutzt.

## Merkmale
Die Weinrebe ist ein mit Sprossranken kletternder Strauch, der unbeschnitten die Wuchsform einer Liane entwickelt. Er kann 10 bis 20 Meter hoch werden. Der Strauch hat einen tiefgreifenden, reich verästelten Wurzelstock und einen holzigen Stamm mit bis zu 1,5 Meter Umfang. Ihre bräunliche Rinde löst sich in Längsstreifen ab. Die rotbraun bis braungelb gefärbten Zweige sind meistens kahl und nur selten von einer filzigen Behaarung bedeckt. Sie haben feine Furchen und kleine, punktförmige Rindenporen. Es sind nur zwei dünnhäutige und hellbraune Knospenschuppen vorhanden.
Die rundlich-herzförmigen Blätter sind meist deutlich 3- bis 5-lappig und am Blattstiel eng eingebuchtet. Sie messen 5–15 Zentimeter im Durchmesser, ihr Grund ist herzförmig und ihre Lappen sind grob gezähnt und decken sich sogar zum Teil. Die Oberseite der Blätter ist kahl, die Unterseite weißwollig bis fast filzig behaart. Meist steht den Blättern eine Ranke gegenüber. Die Länge des Blattstiels beträgt 4–10 Zentimeter.
Die schwach duftenden Blüten sind in zusammengesetzten, dichten Rispen angeordnet, den Gescheinen oder Blütenständen (Infloreszenz). Der Kelch ist kurz und 5-lappig. Die Kronblätter sind ca. 5 Millimeter lang, gelbgrün und fallen, wie die Kelchblätter, früh ab. 
Blütezeit ist von Juni bis August.
Die länglich bis kugeligen Früchte sind 6–20 Millimeter lang und dunkelblau, violett, grün oder gelblich gefärbt. Zum Teil sind sie bereift. Ihr Geschmack ist süß oder säuerlich. Es sind bis zu vier Samen vorhanden. Diese sind hartschalig, birnenförmig und auf einer Seite mit zwei länglichen Furchen oder Gruben versehen.

## Standort und Verbreitung

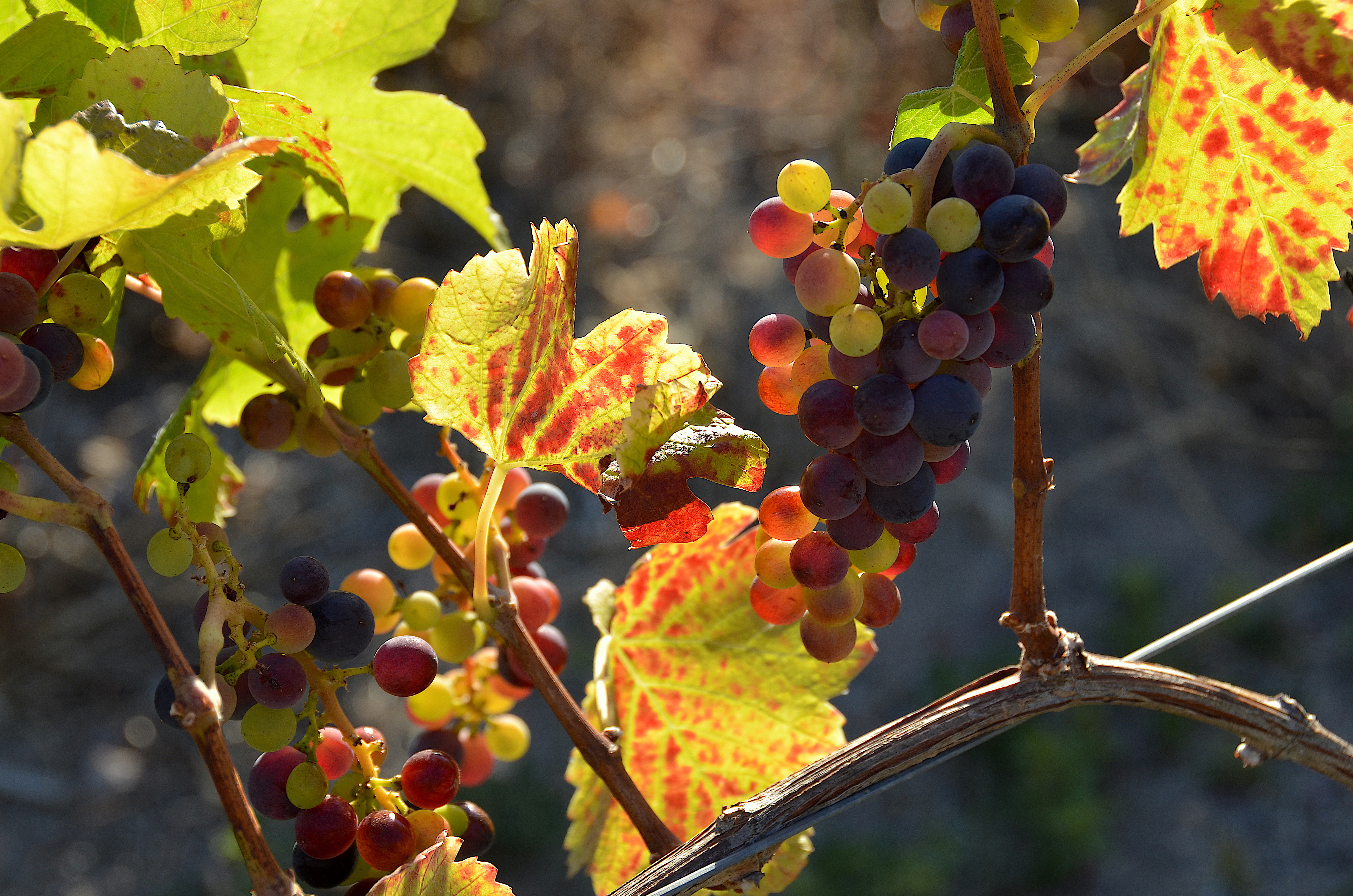
Weinrebe auf Farm Bo La Motte (Franschhoek)

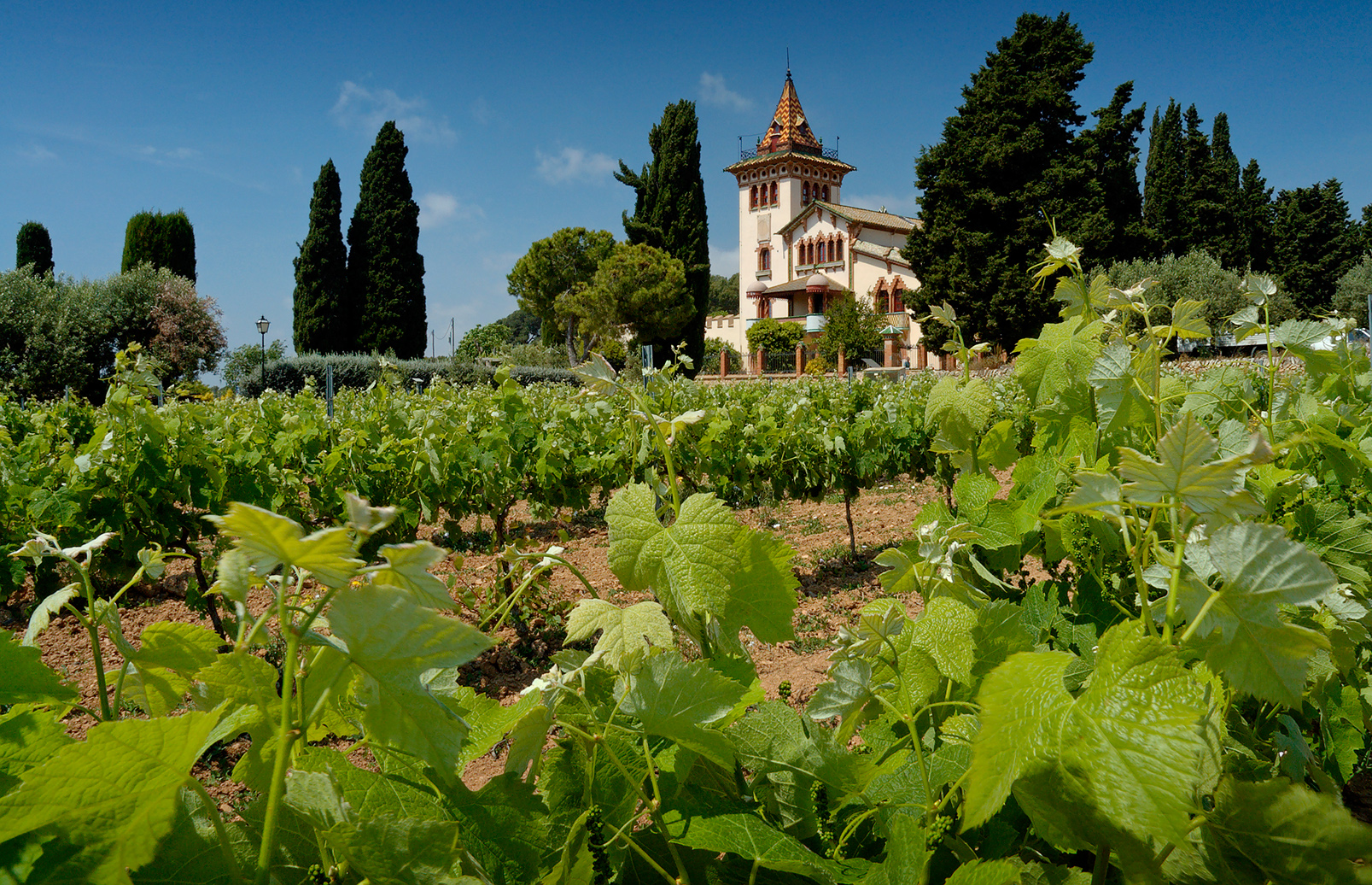
Die Böden sind meist trocken oder mäßig feucht

Die Weinrebe kommt zerstreut in Auwald in der Ebene und im Hügelland vor. Die Böden sind meist trocken oder mäßig feucht.
Die ökologischen Zeigerwerte nach Landolt et al. 2010 sind für Vitis vinifera subsp. vinifera in der Schweiz: Feuchtezahl F = 2+w (mäßig trocken aber mäßig wechselnd), Lichtzahl L = 4 (hell), Reaktionszahl R = 3 (schwach sauer bis neutral), Temperaturzahl T = 4+ (warm-kollin), Nährstoffzahl N = 4 (nährstoffreich), Kontinentalitätszahl K = 2 (subozeanisch).
Das Areal umfasst das Mittelmeergebiet, Mittelfrankreich, die südwestliche Schweiz, die oberrheinische Tiefebene, die Flussgebiete von Donau und Neckar sowie das südliche Russland und Kleinasien.

## Systematik (Unterarten)
Bekannt sind die Unterarten:
- Wilde Weinrebe (Vitis vinifera subsp. sylvestris (C.C.Gmel.) Hegi)
- Edle Weinrebe (Vitis vinifera subsp. vinifera).

## Belege
- Gunter Steinbach (Hrsg.): Strauchgehölze, Steinbachs Naturführer, Mosaik Verlag GmbH, München 1996, ISBN 3-576-10560-3